# Lyceum Jindřicha IV.
Lyceum Jindřicha IV. (francouzsky Lycée Henri-IV) je lyceum v Paříži. Sídlí v Latinské čtvrti na adrese Rue Clovis č. 23 v 5. obvodu. Škola byla založena v roce 1795 a má zhruba 2500 studentů. Nese jméno francouzského krále Jindřicha IV. Lyceum patří k nejprestižnějším vzdělávacím ústavům svého typu ve Francii a jeho absolventi dosahují vysokých úspěchů v příjacím řízení na grande école. Některé části budov jsou chráněny jako historické památky např. zbytek opatství Sainte-Geneviève s bývalou zvonicí klášterního kostela Tour Clovis, bývalý refektář (dnes kaple) nebo kabinet medailí. V roce 1996 byly při renovaci objeveny pozůstatky z karolínské doby.

## Historie
Na místě dnešního lycea se nacházel klášter založený již v 6. století franským králem Chlodvíkem I. Klášter byl za Velké francouzské revoluce zrušen a v roce 1790 prohlášen národním majetkem. Opatství se v roce 1796 stalo vzdělávacím zařízením, které se nejprve nazývalo École centrale du Panthéon (Ústřední škola Pantheon) podle nedalekého Pantheonu, později bylo přejmenováno na Lycée Napoléon (Napoleonovo lyceum). Tím se lyceum stalo druhou francouzskou školou, která byla označena tímto termínem (po lyceu v Lyonu založeném roku 1519). V období Restaurace se škola jmenovala Lycée Corneille podle básníka Pierra Corneilla a později získala své dnešní jméno Lycée Henri-IV. V 19. století na škole studovali převážně členové vyšších společenských tříd, takže ji navštěvovali např. synové krále Ludvíka Filipa a potomci vysoké šlechty.

## Současnost
Škola zahrnuje čtyřletý základní cyklus (obdoba druhého stupně základní školy), vlastní tříleté lyceum a přípravné třídy pro studium na grande école. Celkem se jedná o zhruba 2500 žáků.
Základní cyklus navštěvuje asi 600 žáků, převážně z jižní části Paříže. Kvůli svému věhlasu a také dobré poloze poblíž Sorbonny pocházejí žáci často z rodin univerzitních profesorů. Jsou zde i žáci z jiných obvodů, obzvláště, pokud si chtějí zvolit jako první cizí jazyk ruštinu, neboť tuto možnost nabízí jen malé množství škol.
Na rozdíl od základního stupně jsou studenti na lyceum přijímáni podle svých studijních výsledků a pocházejí ze škol v celé Paříži a okolí. Na základě přístých přijímacích pohovorů dosahuje škola nadprůměrné výsledky v maturitě.
Rovněž vstup do přípravných tříd je podřízen přísnému výběru. Protože přípravné třídy lycea patří k nejrenomovanějším ve Francii, ucházejí se o přijetí studenti z celé země. V celostátním srovnání dosahují absolventi školy při přijímacích pohovorech na grande école pravidelně vysokého ohodnocení. V rámci Paříže panuje tradiční rivalita vůči stejně úspěšnému Lycée Louis-le-Grand, které sídlí ve stejné čtvrti.

## Významní absolventi
- Éliette Abécassisová, spisovatelka
- Marcellin Berthelot, chemik
- Léon Blum, politik
- Édouard Branly, fyzik
- Isambard Kingdom Brunel, konstruktér
- Augustin Louis Cauchy, matematik
- Jean Clair, historik umění
- Camille Dalmaisová, zpěvačka
- Michel Foucault, filozof
- Pierre-Gilles de Gennes, fyzik
- André Gide, spisovatel
- Julien Gracq, spisovatel
- Georges-Eugène Haussmann, pařížský prefekt
- Charles Hermite, matematik
- Alfred Jarry, spisovatel
- Emmanuel Macron, prezident
- Jacques Maritain, filozof
- Guy de Maupassant, spisovatel
- Prosper Mérimée, spisovatel
- Alfred de Musset, spisovatel
- Georges Perec, spisovatel
- Éric Rohmer, režisér
- Jean-Paul Sartre, filozof
- Jean-Claude Schmitt, historik
- André Vingt-Trois, pařížský arcibiskup
- Simone Weilová, filozofka

## Významní učitelé
Na škole působili jako učitelé např. filozof Henri Bergson, muzikolog a spisovatel Romain Rolland, historik Fernand Braudel, filozof Jean Hyppolite, filozof Émile Chartier nebo politik Georges Pompidou.